# Acacia decora
Acacia decora é uma espécie de leguminosa do gênero Acacia, pertencente à família Fabaceae.